# Río Castrón
El río Castrón es un río del noroeste de España, un afluente del río Tera que discurre por la provincia de Zamora.
Nace en el municipio de Ferreras de Arriba, situado en el noroeste de la provincia de Zamora. 
Sus aguas toman dirección este, atravesando las comarcas de Tierra de Tábara y de Benavente y Los Valles. Durante algunas partes de su trayecto, pasa por la   ZA-P-1407 , la   ZA-P-1509 , la  N-631 , la   ZA-120 , la   ZA-P-2548  y la  ZA-V-2527 .
Desde su nacimiento hasta su desembocadura, recorre los términos de las siguientes localidades:
Ferreras de Arriba, Ferreras de Abajo, Litos, Villanueva de las Peras,  Bercianos de Valverde, Santa María de Valverde, Morales de Valverde, San Pedro de Zamudia, Villaveza de Valverde, Navianos de Valverde.

## Valores biológicos
En el tramo de río que transcurre aguas abajo de Ferreras de Arriba presenta un cordón continuo de alisos (Alnus glutinosa) de escaso porte, acompañados de pies aislados de fresno (Fraxinus angustifolia), chopo del país (Populus nigra) y álamos (Populus alba), ejemplares aislados de alacranes (Frangula alnus) y matas de escaramujos (Rosa sp.) y zarzas (Rubus spectabilis).
En la vega del río aparecen cultivos de secano, barbechos, eriales y muy próximo al cauce existe un pinar de repoblación.
En la proximidades de Ferreras de Abajo el estrato arbustivo se hace más diverso y aparecen ejemplares de sargas negra (Salix atrocinerea) y salguera blanca (Salix salviifolia). En la vega aparecen restos de la vegetación potencial formada por ejemplares dispersos de roble (Quercus pyrenaica) junto con plantaciones de frutales y castaños.
En el tramo de río situado aguas debajo de la localidad de Litos, la vegetación de ribera está constituida por un bosquete de fresnos trasmochados (Fraxinus angustifolia) junto con matas de espino (Crataegus monogyna), que se solapa con una dehesa de encina (Quercus ilex).
Aguas debajo de la localidad de Villaveza el cordón de vegetación de ribera se hace discontinuo y únicamente aparecen pies aislados de chopo negro (Populus nigra) y salguera blanca (Salix salviifolia). La vega está deforestada y aparecen explotaciones agrarias de regadío con plantaciones de maíz y remolacha alternadas con cultivos de cereal.
La orla de helófitos está compuesta por especies del género Phragmites, Scirpus, Typha y Juncus, y el cauce está ocupado prácticamente en su totalidad por Ranunculus, Lemna y Potamogeton.
En cuanto a la fauna, hay galápago europeo (Emys orbicularis), especie de interés comunitario.

## Valores hidromorfológicos
El río Castrón presenta un trazado orientado prácticamente oeste-este, con una cierta inflexión (suroeste-noreste) entre las localidades de Ferreras de Abajo y Santa María de Valverde. Comporta un ancho valle, en su mayor parte desarrollado en formaciones pizarrosas y cuarcíticas del borde occidental hercínico de la depresión del Duero, salvo en la parte final, donde comienza a correr sobre los depósitos terciarios de la depresión. El trazado es subparalelo a las direcciones estructurales hercínicas, a las que atraviesa localmente en la mencionada inflexión del trazado.
En el conjunto del tramo considerado, pueden distinguirse los siguientes subtramos:

### Parte alta
Desde unos 7 km aguas arriba de Ferreras de Abajo hasta las zonas de cabecera. El valle tiene unos 2 km de anchura entre las cresterías norte y sur, que alcanzan 1000-1100 m de altitud, y una sección en “V” abierta en la que las laderas se presentan tapizadas de coluviones cuarcíticos que descienden hasta las formaciones fluviales de fondo de valle, por otra parte, no muy importantes. En esta parte, el lecho tiene fondo de gravas y unos 4-5 m de anchura, estando frecuentemente limitado por escarpes de 1-2 m de altura, tallados en las formaciones de fondo de valle.

### Parte media
Hasta la inflexión mencionada precedentemente, donde el valle es más abierto, con restos de
formaciones terciarias a media ladera y alguna terraza fluvial cerca de la inflexión. El lecho, de unos 7-8 de anchura, es de fondo de gravas que pueden conformar barras, a veces a manera de islotes métrico-decamétricos, colonizados por vegetación hidrófila de matorral. El lecho se desarrolla en depósitos aluviales de llanura de inundación / fondo de valle, de unos 100-500 m de anchura, en los que está ligeramente encajado mediante un escarpe de altura métrica.

### Parte baja
desde la inflexión hasta el final del tramo considerado, aguas abajo de Santa María de Valverde, donde tiene unos 730 m de cota. El valle se abre notablemente, presenta unos 3 km de anchura y es notablemente asimétrico, con ladera septentrional más abrupta (al otro lado de cuya línea de cumbres hay un sistema de terrazas escalonadas del Tera y vertiente a éste) y meridional más tendida, con sistema de terrazas escalonadas del Castrón. El valle presenta, en su fondo, depósitos fluviales de llanura de inundación / terraza baja de unos 1000–1500 m de anchura. Cuando presenta condiciones naturales originales, el lecho presenta características hidromorfológicas semejantes a las citadas para la parte media pero, frecuentemente, está sobreexcavado y encauzado, por lo general en unos 2-3 m de profundidad.